# Oldřich Vágner
Oldřich Vágner (* Liberec) je český redaktor, od února 2023 člen Rady Českého rozhlasu.

## Život
V letech 1998 až 2003 vystudoval Filozofickou fakultu Univerzity Palackého v Olomouci (získal titul Mgr.). Následně v letech 2004 až 2007 na Katedře filozofie FF UPOL vedl přednášky a semináře, zároveň v letech 2005 až 2008 působil jako učitel literatury, základů společenských věd a dějepisu na střední škole.
Mezi roky 2008 a 2010 se živil jako knižní redaktor na volné noze (spolupracoval s nakladatelstvími Dokořán, Argo či Brio). Od roku 2010 pracuje v nakladatelství Argo, kde působí jako editor populárně naučné knižní řady. Posuzuje například ekonomickou návratnost plánovaných titulů.
V letech 2015 až 2021 spolupracoval s mezinárodním festivalem dokumentárních filmů Jeden svět jako koordinátor výroby katalogu a člen programové rady. Mezi roky 2018 a 2020 byl též vedoucím pracovní skupiny pro média v síti neziskových organizací NeoN. V letech 2022 až 2023 působil jako koordinátor digitalizačního programu v Nadaci Open Society Fund Praha.
V únoru 2023 jej Poslanecká sněmovna PČR zvolila členem Rady Českého rozhlasu. Získal 90 hlasů, přičemž hranice pro zvolení byla 85 hlasů.